# Metis galapagoensis
Metis galapagoensis is een eenoogkreeftjessoort uit de familie van de Metidae. De wetenschappelijke naam van de soort is voor het eerst geldig gepubliceerd in 1989 door Mielke.